# Acta (documento)

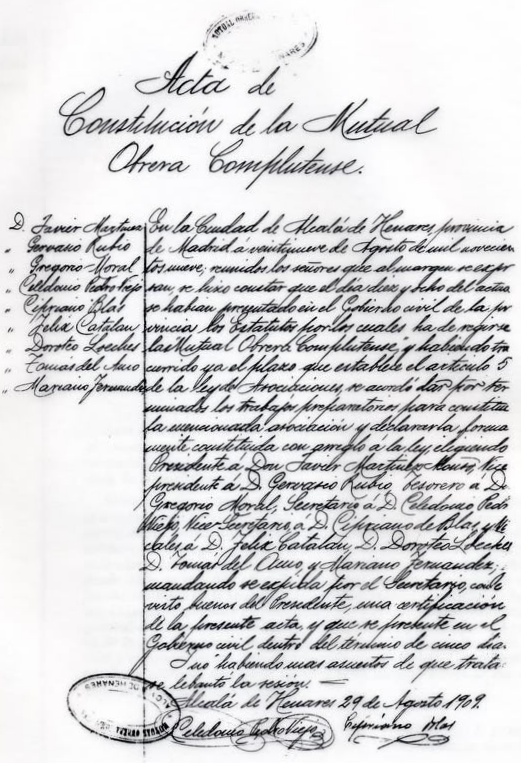
Acta original de constitución de la Mutual Obrera Complutense, firmada el 29 de agosto de 1909 en Alcalá de Henares (Comunidad de Madrid - España).

La palabra acta viene del latín y significa “los hechos”; luego, un acta no es más que un testimonio escrito de los hechos ocurridos en cualquier circunstancia: una reunión de consorcio, una asamblea de miembros de una comisión directiva de cualquier entidad, una certificación del nacimiento de una persona, etc. Es decir, hechos que se asientan por escrito y que resulta importante registrar y conservar.
Un acta es una certificación o testimonio escrito en la cual se da cuenta de lo sucedido, tratado o pactado en oportunidad de cualquier circunstancia que lo amerite como ser la reunión de un consorcio, la elección de una persona para un cargo que puede ser público o privado, la reunión del directorio de una empresa u organización, la constancia de un nacimiento o cualquier otro hecho que requiera o exija de la correspondiente certificación legal de algo como ocurrido por la importancia y porque en el futuro, de mediar la necesidad, puede servir como prueba en un juicio.
Se denomina acta al documento que durante una reunión es escrito por una persona presente en la misma, y a través de la cual se registran los temas que han sido tratados, como así también las conclusiones o acuerdos que han resultado adoptados en dicha junta escolar. Editado por Brayan Quispe y Valentina Soto

## Características
Para la realización de un acta no se conoce una forma estandarizada de realización. Muchos opinan que quien deba hacerla, debe tener todo un horizonte de libertad para ser creativo, siempre y cuando no incurra en los errores más comunes que son: el exceso de detalles o la omisión de puntos fundamentales, que posteriormente se requieran para constancias o reclamos.

## Partes
Número de acta: Es la primera parte importante del acta por ejemplo: Acta N.º 01-2023
- Título: El título del acta de una sesión permite localizarla con facilidad en el conjunto de las que se encuentran en el libro respectivo.Este título se escribe así: Acta de la sesión del 20 de mayo de 2012, o también Acta de la sesión de 27.05.2012.
- Introducción: La introducción del acta es una fórmula de apertura que comprende: lugar, fecha y hora en la que se lleva a cabo la sesión; y los nombres y apellidos de los que asisten y de los que actúan de presidente y de secretario, si los que concurren son muchos, sólo se hace una referencia general de ellos y se adjunta al acta el padrón respectivo.
- Texto: Éstas deben contener  solamente la siguiente información;los asuntos tratados en la sesión,la forma y el resultado de las votaciones en cada caso y los acuerdos  adoptados.Además ,cuando lo solicitaban ,deben contener las constancias que los presentes  desean  dejar sobre sus opiniones y /o votos emitidos en la sesión Y nada más,  Concreto y preciso.
- Cierre de Acta: Es una fórmula hecha  que se usa por costumbre e indica que la sesión ha terminado. Señala la hora en la cual concluye este acto.
- Firmas de los que aceptan el acta: Según lo determinen las normas de cada institución, las actas una vez aprobadas deben ser firmadas por todos los asistentes no solo por el presidente y el secretario.

## Tipos de actas
- Actas de registro*
- Actas de reunión*
- Actas de matrimonio*
- Actas de nacimiento*
- Actas policiales*